# Joël Bouchard
Joël Bouchard (* 23. Januar 1973 in Montréal, Québec) ist ein ehemaliger kanadischer Eishockeyspieler sowie derzeitiger -trainer und -funktionär, der während seiner aktiven Karriere zwischen 1994 und 2009 unter anderem 364 Spiele für die Calgary Flames, Nashville Predators, Dallas Stars, Phoenix Coyotes, New Jersey Devils, New York Rangers, Pittsburgh Penguins und New York Islanders in der National Hockey League auf der Position des Verteidigers bestritten hat. Im Verlauf seiner Spielerkarriere wurde Bouchard im Jahr 1997 mit der kanadischen Nationalmannschaft Weltmeister. Darüber hinaus gewann er mit der kanadischen U20-Auswahl zweimal den Welttitel der Altersklasse. Seit Sommer 2023 ist Bouchard Cheftrainer der Syracuse Crunch aus der American Hockey League.

## Karriere
Bouchard spielte während seiner Juniorenzeit zwischen 1990 und 1994 für das Collège Français de Longueuil bzw. nach der Umsiedlung im Sommer 1991 das Collège Français de Verdun in der Ligue de hockey junior majeur du Québec. Mit dem Team gewann er 1992 den Coupe du Président und wurde im selben Jahr in der sechsten Runde des NHL Entry Draft 1992 an 129. Stelle von den Calgary Flames ausgewählt.
Mit dem Beginn der Saison 1994/95 war der Franko-Kanadier für die folgenden beiden Spielzeiten hauptsächlich für das Farmteam der Flames, die Saint John Flames aus der American Hockey League, aktiv. Während dieser Zeit kam er auch spärlich zu Einsätzen in der National Hockey League. Erst mit dem Start des Spieljahres 1996/97 eroberte Bouchard einen Stammplatz im NHL-Kader. Bedingt durch den NHL Expansion Draft 1998, bei dem er vom neu gegründeten Franchise der Nashville Predators ausgewählt wurde, verließ der Verteidiger Calgary und stand bis zum März 2000 für das Team aus dem Bundesstaat Tennessee auf dem Eis. Über die Waiver-Liste gelangte er für den Rest der Spielzeit 1999/2000 zu den Dallas Stars. Für die Stars absolvierte er zwei Spiele, um sich schließlich als Free Agent – sein auslaufender Vertrag war seitens der Stars nicht verlängert worden – den Phoenix Coyotes anzuschließen. Dort verbrachte er die Saison sowohl in der NHL als auch bei den Grand Rapids Griffins in der International Hockey League.
Nach einem Jahr in der Organisation der Coyotes verschlug es Bouchard zu den New Jersey Devils, die ihn mit Ausnahme eines Spiels ausschließlich in der AHL bei den Albany River Rats einsetzten. Im August 2002 wechselte er auf die andere Seite des Hudson River und lief für die New York Rangers und deren Farmteam, das Hartford Wolf Pack, auf. In einem der größten Transfergeschäfte des noch jungen Jahrtausends wechselte er im Februar 2003 gemeinsam mit Richard Lintner, Rico Fata und Mikael Samuelsson zu den Pittsburgh Penguins, die im Gegenzug Mike Wilson, Alexei Kowaljow, Janne Laukkanen und Dan LaCouture erhielten. Bei den Penguins brachte Bouchard die Saison zu Ende, schloss sich anschließend als Free Agent den Buffalo Sabres an und wurde ohne ein Spiel für das Team zu absolvieren noch vor dem Saisonstart über den Waiver-Draft von den New York Rangers zurückgeholt. Dort wurde er jedoch nur sporadisch eingesetzt.
Über weite Teile der Saison 2004/05 – auch bedingt durch den Lockout in der NHL – pausierte der Abwehrspieler und unterschrieb erst im März 2005 einen Vertrag beim Hartford Wolf Pack in der AHL. Zur Saison 2005/06 wechselte er zu den New York Islanders. Aufgrund von Verletzungen war er bis zum Sommer 2007 hauptsächlich für das Farmteam Bridgeport Sound Tigers aktiv. In der Folge spielte er noch eine Saison für die Hamilton Bulldogs in der AHL sowie die Hudson Valley Bears in der Eastern Professional Hockey League, ehe er seine aktive Karriere beendete.
Bouchard verfolgte nach dem Ende seiner aktiven Karriere eine Laufbahn als Trainer und Funktionär. Ab dem Sommer 2008 arbeitete er drei Jahre als Assistenztrainer des Club de hockey junior de Montréal in LHJMQ. Unter seiner Führung kaufte Bouchard mit den ehemaligen NHL-Spielern Daniel Brière, Ian Laperrière und Jean-Sébastien Giguère das Franchise und siedelte es nach Boisbriand um. Dort spielt es fortan als Armada de Blainville-Boisbriand. Bouchard fungierte seitdem als Präsident und General Manager des Teams. Seit Sommer 2014 bekleidete er auch den Posten des Cheftrainers. Für seine Arbeit wurde er am Ende der Spielzeiten 2011/12 und 2016/17 mit der Trophée Maurice Filion als bester General Manager der Liga sowie in den Spieljahren 2014/15 und 2017/18 mit der Trophée Ron Lapointe als bester Trainer der Liga ausgezeichnet.
Nach sieben Jahren in Boisbriand wurde Bouchard im Mai 2018 als neuer Cheftrainer der Rocket de Laval aus der American Hockey League vorgestellt. Zur Saison 2021/22 wechselte er in derselben Funktion innerhalb der AHL zu den San Diego Gulls. Danach war er wieder ein Jahr als Präsident der Armada de Blainville-Boisbriand eingesetzt. Seit dem Beginn der Spielzeit 2023/24 ist der Franko-Kanadier Cheftrainer der Syracuse Crunch aus der AHL.

### International
Bouchard vertrat sein Heimatland bei den Junioren-Weltmeisterschaften 1993 und 1994, wo er jeweils die Goldmedaille gewann. Für die Herren-Auswahl schloss er sein einziges internationales Turnier – die Weltmeisterschaft 1997 in Finnland – ebenfalls mit dem Gewinn des Weltmeistertitels ab.

## Erfolge und Auszeichnungen
| - 1992 Coupe-du-Président-Gewinn mit dem Collège Français de Verdun - 1994 QMJHL First All-Star Team - 1994 CHL Third All-Star Team - 1995 Teilnahme am AHL All-Star Classic - 1996 Teilnahme am AHL All-Star Classic | - 2012 Trophée Maurice Filion - 2015 Trophée Ron Lapointe - 2017 Trophée Maurice Filion - 2018 Trophée Ron Lapointe |

### International
- 1993 Goldmedaille bei der Junioren-Weltmeisterschaft
- 1994 Goldmedaille bei der Junioren-Weltmeisterschaft
- 1997 Goldmedaille bei der Weltmeisterschaft

## Karrierestatistik

### International
Vertrat Kanada bei:
- Junioren-Weltmeisterschaft 1993
- Junioren-Weltmeisterschaft 1994
- Weltmeisterschaft 1997

(Legende zur Spielerstatistik: Sp oder GP = absolvierte Spiele; T oder G = erzielte Tore; V oder A = erzielte Assists; Pkt oder Pts = erzielte Scorerpunkte; SM oder PIM = erhaltene Strafminuten; +/− = Plus/Minus-Bilanz; PP = erzielte Überzahltore; SH = erzielte Unterzahltore; GW = erzielte Siegtore; 1 Play-downs/Relegation; Kursiv: Statistik nicht vollständig)